# Campo (Blenio)
Pour les articles homonymes, voir Campo.
Campo (Blenio) est une localité et une ancienne commune suisse du canton du Tessin.
Elle a fusionné avec les communes de Aquila, Ghirone, Olivone et Torre le 22 octobre 2006 pour former la commune de Blenio.

## Domaine skiable
La commune abrite un petit domaine skiable composé de trois téléskis. Ils permettent de skier entre 1 200 m et 1 578 m d'altitude sur des pentes orientées au sud-est.